# Anyphops broomi
Anyphops broomi är en spindelart som först beskrevs av Pocock 1900.  Anyphops broomi ingår i släktet Anyphops och familjen Selenopidae. Inga underarter finns listade i Catalogue of Life.